# José Javier Arqués Ferrer
José Javier Arqués Ferrer (Onil, Alcoià, País Valencià, 16 de maig de 1960) és un atleta olímpic valencià retirat, especialista en proves de velocitat. Va ser plusmarquista dels 100 metres llisos. Actualment és advocat i membre del Tribunal Espanyol d'Arbitratge Esportiu.

## Biografia
Arqués va ser el principal dominador de la velocitat espanyola durant els anys 80. Va batre el rècord d'Espanya dels 100 metres en múltiples ocasions, sent la seva millor marca els 10,21 aconseguits en 1986, registre que es va mantenir vigent durant una dècada. Va ser, a més, campió estatal de l'hectòmetre durant sis anys, de 1984 a 1989.
En pista coberta destaquen els seus vuit campionats d'Espanya dels 60 metres assolits entre 1982 i 1990, un rècord de victòries encara vigent. En aquesta prova va assolir també quatre rècords estatals, tot sent el seu millor registre els 6,60 marcats en 1986. En pista coberta va ser també récordman espanyol dels 50 i 200 metres.
Va competir amb tres equips, el CE Onil, entre 1980 i 1985, amb la secció d'atletisme del FC Barcelona la temporada 1986, i amb Larios AAM entre 1987 i 1992.
A nivell internacional, va participar en tres Jocs Olímpics: Los Angeles 1984, Seül 1988 i Barcelona 1992. Després de la seva retirada, es va llicenciar en Dret, obrint el seu propi despatx d'advocats. Com a jurista, forma part del Tribunal Espanyol d'Arbitratge Esportiu del Comitè Olímpic Espanyol.

## Olimpisme
Arqués va prendre part de tres Jocs Olímpics. A Los Angeles 1984 va participar a 100 metres llisos. Va ser eliminat a Segona Ronda, després de quedar quart de la seua sèrie amb 10.52. Quatre anys després, a Seül 1988, també a 100 metres llisos va caure a primera ronda, en el lloc 21è, amb una marca de 10.44. En el 4 x 100 metres llisos, el combinat espanyol del qual formava part va abandonar a la primera ronda. Finalment, a Barcelona 1992, en el 4 x 100 metres llisos, Arqués va integrar part de l'equip que va caure a les semifinals, en lloc cinquè, amb un crono de 39.62.

## Palmarès
- Campionat d'Espanya a l'aire lliure - 100 m (6): 1984, 1985, 1986, 1987, 1988 i 1989.
- Campionat d'Espanya en pista coberta - 60 m (8): 1982, 1983, 1984, 1985, 1987, 1988, 1989 i 1990.